# Lijst van rijksmonumenten in Hoorn (gemeente)
De gemeente Hoorn telt 378 inschrijvingen in het rijksmonumentenregister. Hieronder een overzicht. 

## Hoorn
Zie Lijst van rijksmonumenten in Hoorn (plaats) voor een overzicht van monumenten in de plaats Hoorn (369 inschrijvingen).

## Zwaag
De plaats Zwaag telt 3 inschrijvingen in het rijksmonumentenregister.
| Object | Oorspronkelijke functie? | Bouwjaar          | Architect | Locatie         | Coördinaten?                 | Nr.?  | Afbeelding        |
| --- | ------------------------ | ----------------- | --------- | --------------- | ---------------------------- | ----- | ----------------- |
| d'Hofstede Swaegh (voorheen Wulframhoeve). Stolphoeve met dwarseind en houten middentop boven het woongedeelte. Gesneden deur en bovenlicht, geprofileerd kalf | Boerderij                | ca. 1840          |           | Dorpsstraat 14  | 52° 39' 38" NB, 5° 2' 52" OL | 22619 | Meer afbeeldingen |
| Sint Maartens- of Dorpskerk | Kerk en kerkonderdeel    | 16e eeuw          |           | Kerkelaan 8     | 52° 39' 54" NB, 5° 4' 0" OL  | 22620 | Meer afbeeldingen |
| Toren van Sint Maartenskerk | Kerk en kerkonderdeel    | mogelijk 16e eeuw |           | Kerkelaan bij 8 | 52° 39' 54" NB, 5° 4' 0" OL  | 22621 | Meer afbeeldingen |

## Westerblokker
Dat deel van de plaats Blokker dat onder de gemeente Hoorn valt, Westerblokker, telt 7 inschrijvingen in het rijksmonumentenregister.
| Object | Oorspronkelijke functie? | Bouwjaar              | Architect | Locatie               | Coördinaten?                 | Nr.?   | Afbeelding        |
| --- | ------------------------ | --------------------- | --------- | --------------------- | ---------------------------- | ------ | ----------------- |
| Stolphoeve, genaamd De Barmhartige Samaritaan | Boerderij                | 1659 (deurkalf)       |           | Westerblokker 39      | 52° 39' 48" NB, 5° 5' 52" OL | 22615  | Meer afbeeldingen |
| Hervormde Kerk. Zaalkerkje met rondboogvensters. Opgetrokken op de plaats van de in 1864 door brand verwoeste middeleeuwse kerk. Orgel met Hoofdwerk en Bovenwerk, in 1871 gemaakt door L. Ypma              | Kerk en kerkonderdeel    | 1864                  |           | Westerblokker 105     | 52° 39' 43" NB, 5° 5' 24" OL | 22616  | Meer afbeeldingen |
| Toren met ingesnoerde spits; drie geledingen, in de eerste toegang in een hoge spitsboognis, in de tweede smalle lichtspleet in de vrijliggende zijden, in de derde aan elke zijde twee gekoppelde galmgaten | Kerk en kerkonderdeel    | eerste helft 16e eeuw |           | Westerblokker bij 105 | 52° 39' 43" NB, 5° 5' 24" OL | 22617  | Meer afbeeldingen |
| Boerderij Lindenplaats: stolphoeve met ver uitgebouwd vooreind, voorzien van merkwaardige pronkdeur en van een houten geveltop. Twaalfruitsschuifvensters; schulprand boven de dwarsdeur.                    | Boerderij                | 18e/19e eeuw          |           | Westerblokker 52      | 52° 39' 43" NB, 5° 5' 31" OL | 22618  | Meer afbeeldingen |
| Boerderij Buitenrust: stolpboerderij | Boerderij                | 1862                  |           | Westerblokker 159     | 52° 39' 29" NB, 5° 4' 45" OL | 517432 | Meer afbeeldingen |
| Boerderij Buitenrust: veestal | Boerderij                | 1930                  |           | Westerblokker bij 159 | 52° 39' 30" NB, 5° 4' 45" OL | 517433 | Meer afbeeldingen |
| Boerderij Buitenrust: toegangshek | Erfscheiding             | 1850-1900             |           | Westerblokker bij 159 | 52° 39' 29" NB, 5° 4' 47" OL | 517434 | Meer afbeeldingen |